# かませ犬の王冠
『かませ犬の王冠』（かませいぬのレガリア）は、しなちくによる日本の漫画作品。ウェブコミック配信サイト『MAGKAN』（マッグガーデン）にて2024年9月1日より連載中。
ジャンルとしては「ハイ・ファンタジー」「バトル漫画」。

## 登場キャラクター

### 主要登場キャラクター
タルトボワール・クロックムッシュ
本作の主人公。通称「タルト」。
ロメオ・ウィヴィングデート
タルトの通っている学校の先生である男性。眼鏡を掛けている。
授業ではやる気のなさそうな態度も見せるが仮にも先生をやっているだけあって良心的な一面や厳しい事を言う一面もある。
その正体は世界で十人しかいないとされる前回王試の最終試験選抜者（ファイナリスト）である。前回王試の最終試験で他の受験者に圧倒的大差をつけられる形で落第したので「負け犬ロメオ」というあだ名を付けられている。それでも現在においてタルトと比べて格が違い過ぎる程の実力を持つ。
メイド
タルトの父に雇われているメイドの女性。
フィーゴ・アンヴィル
タルトが通っている学校の同期である少年。本作の最初の対戦相手であるが第一話で冒頭でタルトに負けたが同話の終盤でタルトに勝利した存在として描かれている。
剣も扱えず魔力がないので魔法も使えない。ただし剣を扱えないのはフィーゴにとって授業で使う木剣が軽すぎて身体が振り回されてしまうことも理由で槌（ハンマー）の扱いは得意でありキュクロープスという（読者から見た）現代の技術を超える技術の機械の槌を作るなどの鍛冶技術を持つ。

### その他の登場キャラクター
タルトの父
タルトの父親である男性。領主をしている。

## 用語
アストリア王国
本作の舞台。
かつて世界では剣と魔法による人間同士の戦乱が起きていたようで現在から百年前に当時の王によって戦乱は終わりを迎えたとされる。
国王選抜試験
通称「王試」。二十年に一度開催される新たなる王を決める試験。アストリア王国の全国民に受験資格がある。
機械
本作での機械はタルトからは魔法が使用出来ない社会的弱者の為にある生活補助器具のように見られている。本作の機械には（読者から見た）現代的な機械（洗濯機、扇風機）の他に（読者から見た）現代の技術を超える技術の機械（キュクロープス）も確認されている。

## 書誌情報
- しなちく 『かませ犬の王冠』 マッグガーデン〈マッグガーデンコミック Beat'sシリーズ〉、既刊1巻（2025年2月14日現在）
  1. 2025年2月14日発売[3]、ISBN 978-4-8000-1555-6